# Lech Łada

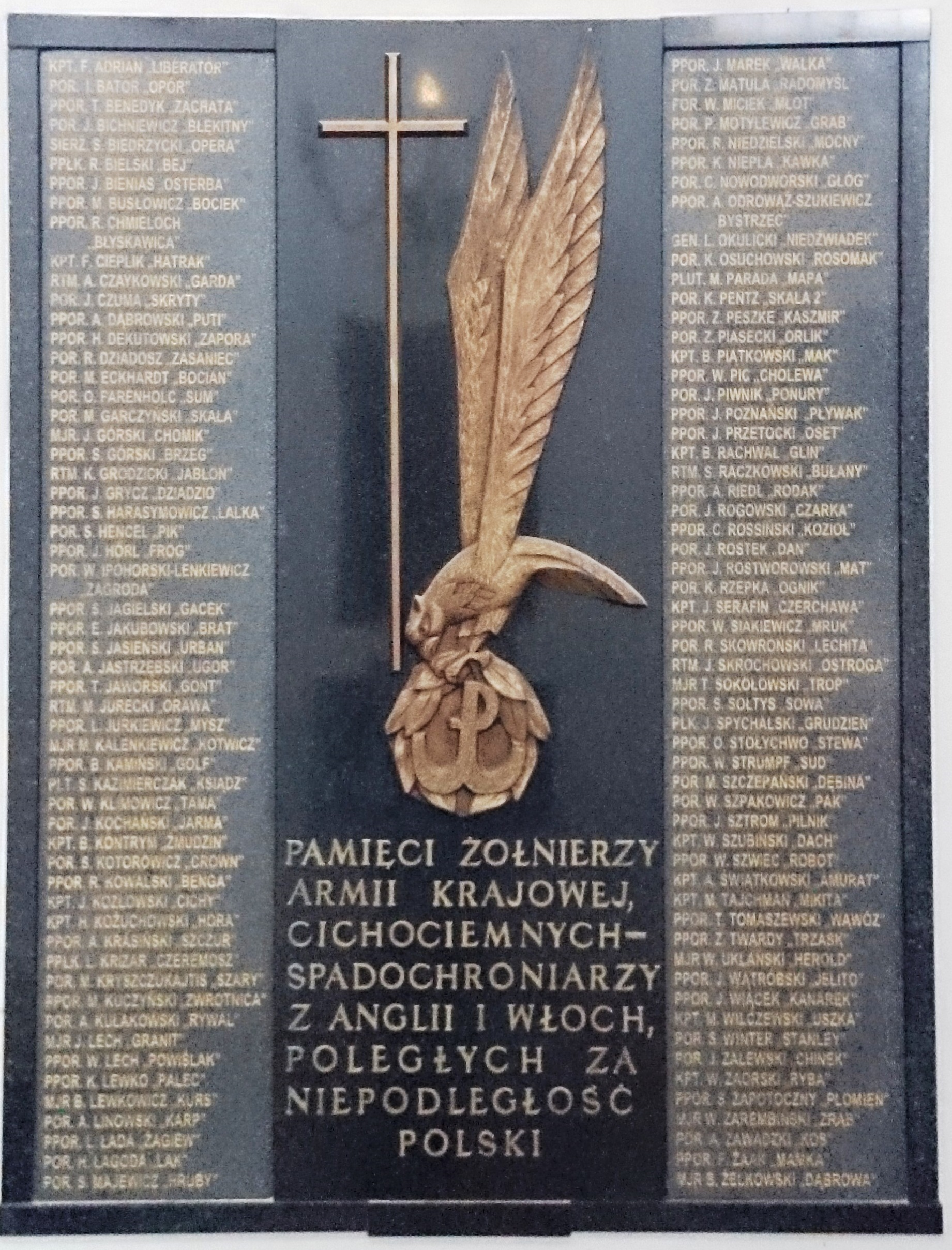
Tablica w kościele św. Jacka w Warszawie, upamiętniająca poległych cichociemnych, w tym Lecha Łady

Lech Adam Łada vel Grzegorz Szmit pseud.: Żagiew, Zbyszek, Leszek (ur. 1 października 1910 w Rzymie, zm. w 1942 albo 1943) – podporucznik artylerii Wojska Polskiego, uczestnik kampanii wrześniowej, cichociemny.

## Życiorys
Po czteroletniej nauce w 2. kompanii Korpusu Kadetów nr 3 w Rawiczu zdał tam maturę w 1930 roku. Następnie ukończył w 1939 roku Wydział Inżynierii Wodnej Politechniki Warszawskiej. W międzyczasie (1935–1936) odbył jednoroczną służbę wojskową w Szkole Podchorążych Rezerwy Artylerii we Włodzimierzu Wołyńskim.
We wrześniu 1939 roku walczył w 14 dywizjonie artylerii konnej. Od grudnia 1939 roku do marca 1940 roku działał w ZWZ, m.in. w okresie od 20 grudnia 1939 roku do 6 stycznia 1940 roku był kurierem do Budapesztu i z Budapesztu do Warszawy. 23 stycznia 1940 roku został aresztowany przez Niemców, jednak zbiegł. 8 marca przekroczył granicę polsko-węgierską i w maju znalazł się we Francji, gdzie został skierowany do Rezerwowego Obozu Wyszkolenia Oficerów (ROWO) w Camp de Carpiagne. Od czerwca 1940 roku służył w Wielkiej Brytanii kolejno w 4 Brygadzie Kadrowej Strzelców i 1 Samodzielnej Brygadzie Spadochronowej.
Po przeszkoleniu w dywersji został zaprzysiężony 28 listopada 1941 roku w Oddziale VI Sztabu Naczelnego Wodza. Zrzutu dokonano w nocy z 27 na 28 marca 1942 roku w ramach operacji lotniczej o kryptonimie „Boot” dowodzonej przez kpt. naw. Antoniego Voelnagela. Dostał przydział na Odcinek II Wachlarza na stanowisko kierownika bazy w Równem. W czerwcu 1942 roku otrzymał Krzyż Walecznych za udział w akcji przy ul. Chmielnej w Warszawie przeciwko Policji Państwowej.
Jesienią 1942 roku Łada dostał rozkaz sformowania oddziału dywersyjnego i w tym celu nawiązał kontakt z oddziałem partyzanckim „Gryzoni”, składającym się z Gruzinów, uciekinierów z niewoli niemieckiej, którzy zgłaszali w tych okolicach chęć wstąpienia do Armii Krajowej.
Cezary Chlebowski zwrócił uwagę, że Lech Łada był przez wielu autorów mylony z innym żołnierzem AK, Cieplińskim, „Leszkiem Czerwonym”. 
Historyk Grzegorz Motyka podkreśla, iż Łada, udając dezertera, nawiązał kontakt z UPA, po czym przekazał do KGAK meldunek wywiadowczy, w którym ostrzegał przed możliwym rozpoczęciem czystek etnicznych przez Ukraińców na Wołyniu, jego meldunek nie wywołał jednak reakcji dowództwa.

### Okoliczności śmierci
W literaturze pojawiają się rozbieżne wersje co do okoliczności śmierci Lecha Łady:
- Cezary Chlebowski pisze[3], że Łada zginął we wrześniu 1942 roku;
- Jędrzej Tucholski wspomina[4], że Łada zginął między listopadem 1942 roku a styczniem 1943 roku pod Sadami Wielkimi na Wołyniu w wyniku osobistego konfliktu z dowódcą oddziału partyzanckiego „Gryzoni”, „Aloszą”;
- Krzysztof Tochman utrzymuje[5], że Łada zginął wczesną wiosną 1943 w miejscowości Wygórowa z tego samego powodu;
- w innych źródłach[6] pojawia się informacja, że Łada zginął w Równem 18 listopada 1943 roku.

Miejsce jego pochówku nie jest znane. Jego symboliczny grób znajduje się na cmentarzu Powązkowskim w Warszawie (kwatera 159-3-24/25).

## Odznaczenia
- Krzyż Walecznych – czterokrotnie.

## Życie rodzinne
Był synem Zygmunta, późniejszego radcy w Ministerstwie Przemysłu i Handlu, i Janiny z domu Skibińskiej. Ożenił się w 1937 roku z Tatianą Drozdowską. Mieli syna, urodzonego w 1939 roku.

## Upamiętnienie
W lewej nawie kościoła św. Jacka przy ul. Freta w Warszawie odsłonięto w 1980 roku tablicę Pamięci żołnierzy Armii Krajowej, cichociemnych – spadochroniarzy z Anglii i Włoch, poległych za niepodległość Polski. Wśród wymienionych 110 poległych cichociemnych jest Lech Łada.